# شهرستان ساتکینسکی
شهرستان ساتکینسکی (به لاتین: Satkinsky District) یک شهرستان در روسیه است که در استان چلیابینسک واقع شده‌است.